# Jakob von Heine

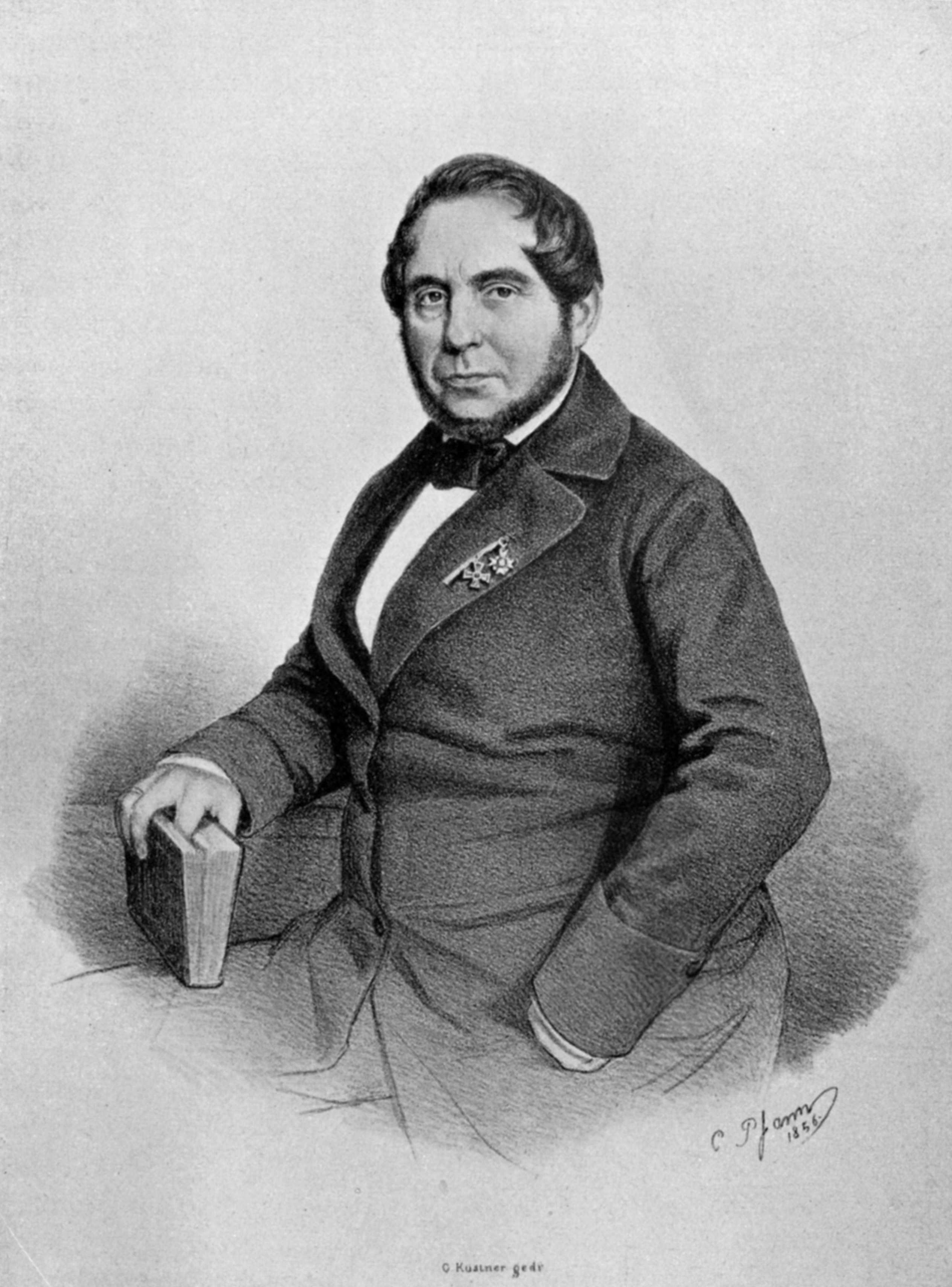
Jakob Heine, Lithographie von Christian Pfann, 1856

Jakob Heine, ab 1854 von Heine, (* 16. April 1800 in Lauterbach (Schwarzwald); † 12. November 1879 in Cannstatt) war ein deutscher Orthopäde. Er beschrieb 1838 die Poliomyelitis.

## Leben und Werk
Heines Vater war Gastwirt und Mesner in Lauterbach. Entgegen dessen Wunsch wollte er Pfarrer werden. Als 22-Jähriger bestand er in Rottweil die Reifeprüfung. 1823 ging er nach Würzburg, wo sein Onkel Johann Georg Heine eine orthopädische Anstalt betrieb. Jakob Heine studierte Medizin, machte begleitend dazu eine handwerkliche Ausbildung in orthopädischer Maschinentechnik bei seinem Onkel und schloss das Studium in Würzburg nach vier Jahren 1827 im Anschluss an ein Biennium practium in der Pathologie des Juliusspitals mit der Promotion (Ueber die Abbindung der Arteria subclavia) ab. In Tübingen erhielt er 1829 die Approbation als Arzt.

### Arzt und Anstaltsleiter in Cannstatt

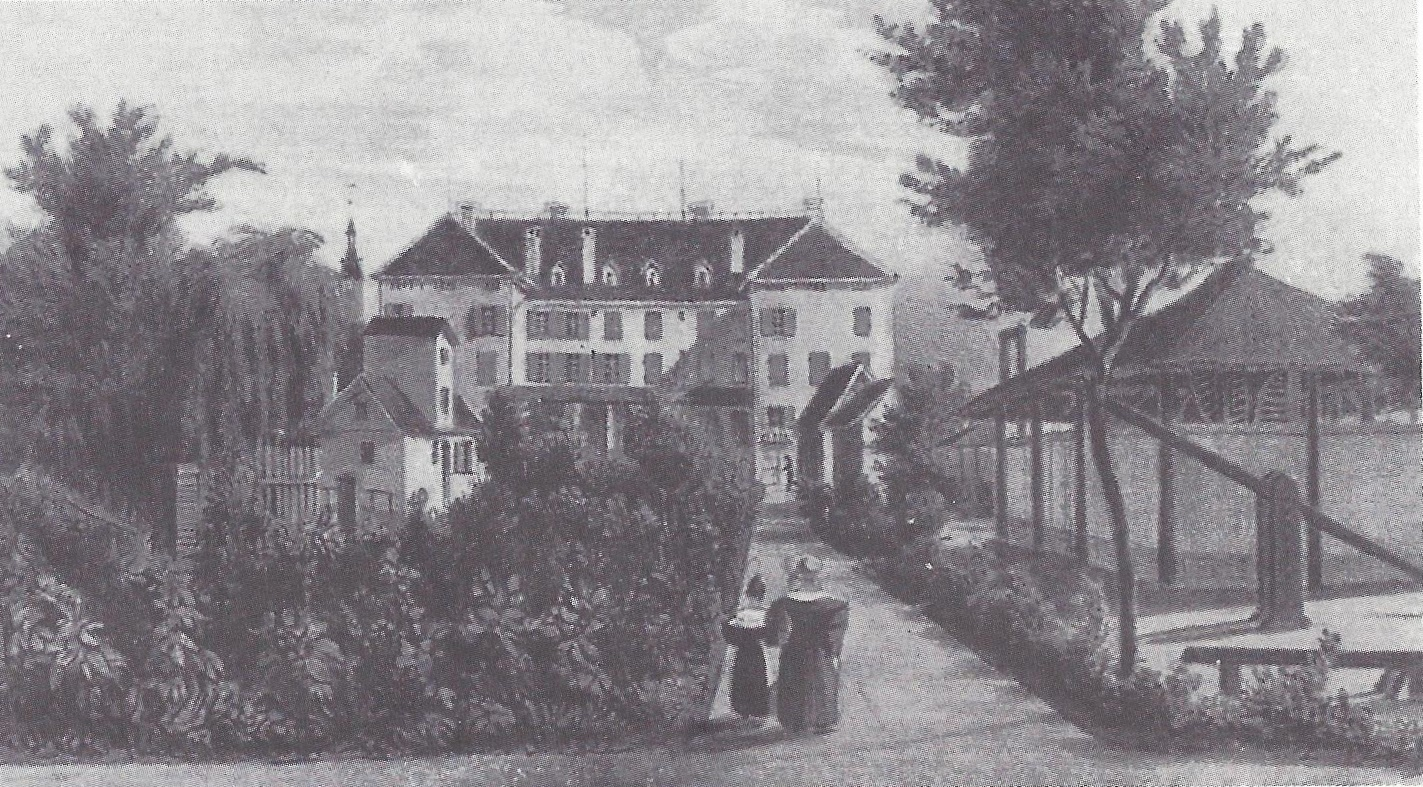
Heines Orthopädische Heilanstalt in Cannstatt

Heine verließ 1829 Würzburg und eröffnete in Cannstatt eine Facharztpraxis als Orthopäde. Er war so erfolgreich, dass er bereits 1830 zum Ehrenbürger der Oberamtsstadt Cannstatt ernannt wurde. In einem eigens erworbenen und ausgebauten Haus errichtete Heine die erste orthopädische Anstalt auf württembergischem Boden, in der er bald Patienten aus ganz Europa behandelte. Sein Spezialgebiet waren Rückgratverkrümmungen, Klumpfüße und Lähmungen der Arme und Beine. Neben der orthopädischen Behandlung mit Apparaten setzte er auch auf Gymnastik und Bäder im Cannstatter Mineralwasser (heute Bad Cannstatt). Eines der Kinder aus der 1831 geschlossenen Ehe mit Henriette Ludovike Camerer (1807–1884) war der Chirurg Carl Wilhelm Heine (1838–1877).

### Entdeckung der spinalen Kinderlähmung
Bereits als Assistenzarzt in Würzburg interessierte sich Heine für Erkrankungen der Gelenke und Knochen. In Cannstatt forschte er auf diesem Gebiet weiter und veröffentlichte 1840 in Stuttgart ein Buch mit dem Titel Beobachtungen über Lähmungszustände der unteren Extremitäten und deren Behandlung. Was er beschrieb, nannte er in der „zweiten Auflage“ von 1860 Spinale Kinderlähmung. Damit ist Jakob Heine der Entdecker dieser Krankheit und wird in der Polio Hall of Fame in Warm Springs (Georgia) zusammen mit weiteren vierzehn Polioforschern und dem US-Präsidenten Franklin D. Roosevelt, einem  prominenten – wie damals noch angenommen – Opfer dieser Krankheit, mit einer Bronzebüste geehrt.
Der schwedische Arzt und Forscher Karl Oskar Medin (1847–1927), der den epidemischen Charakter der Krankheit erkannte, knüpfte an die Erkenntnisse Heines an. Daher rührt die Bezeichnung der Kinderlähmung als Heine-Medinsche Krankheit neben Poliomyelitis.

### Letzte Jahre

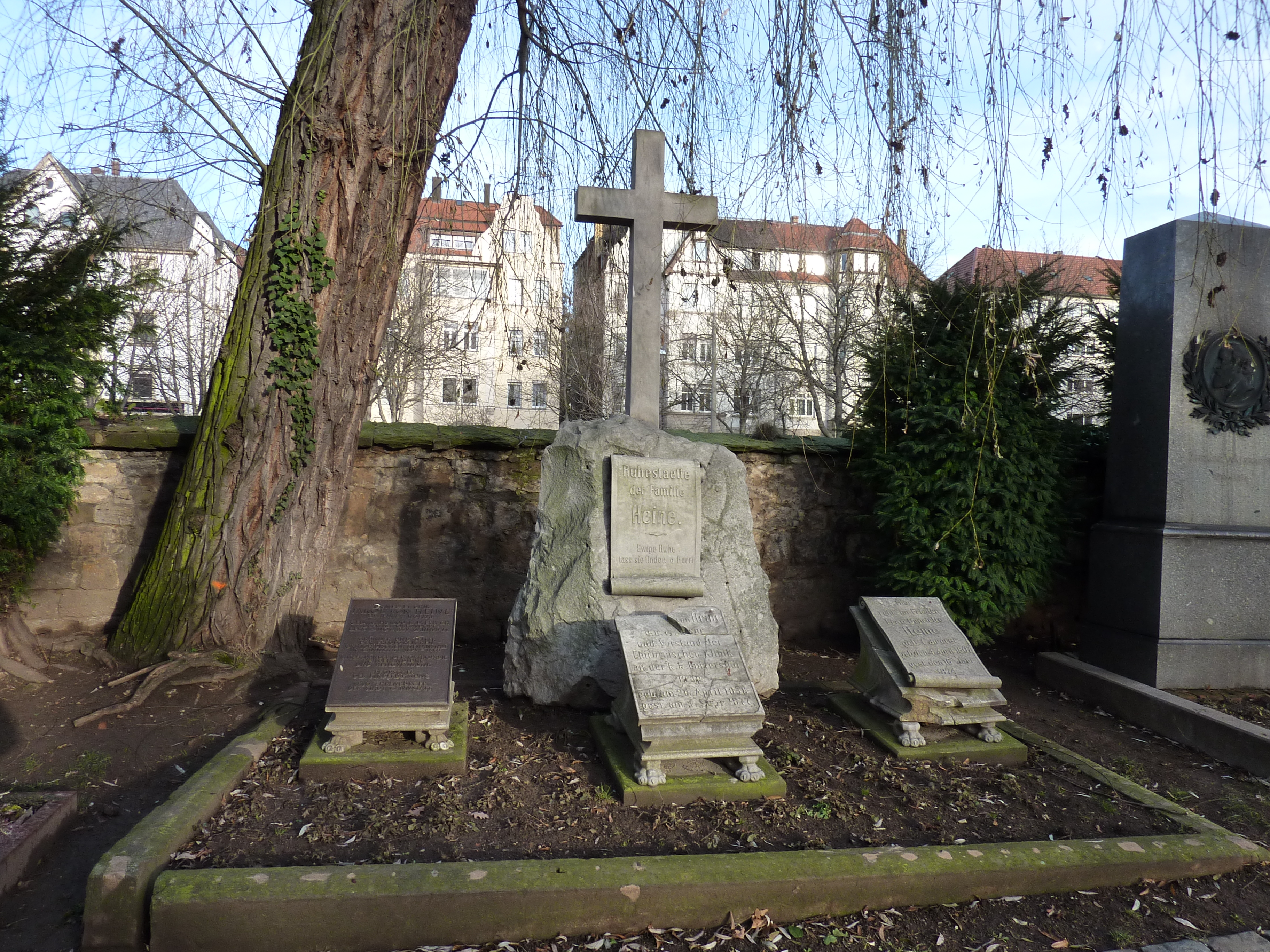
Grabstätte der Familie Heine auf dem Uff-Kirchhof

1865 ging Jakob Heine in den Ruhestand. Da er keinen Nachfolger fand, war dies auch das Ende der Orthopädischen Anstalt. Heine starb mit 79 Jahren und wurde auf dem Uff-Kirchhof in Cannstatt beigesetzt.

## Ehrungen

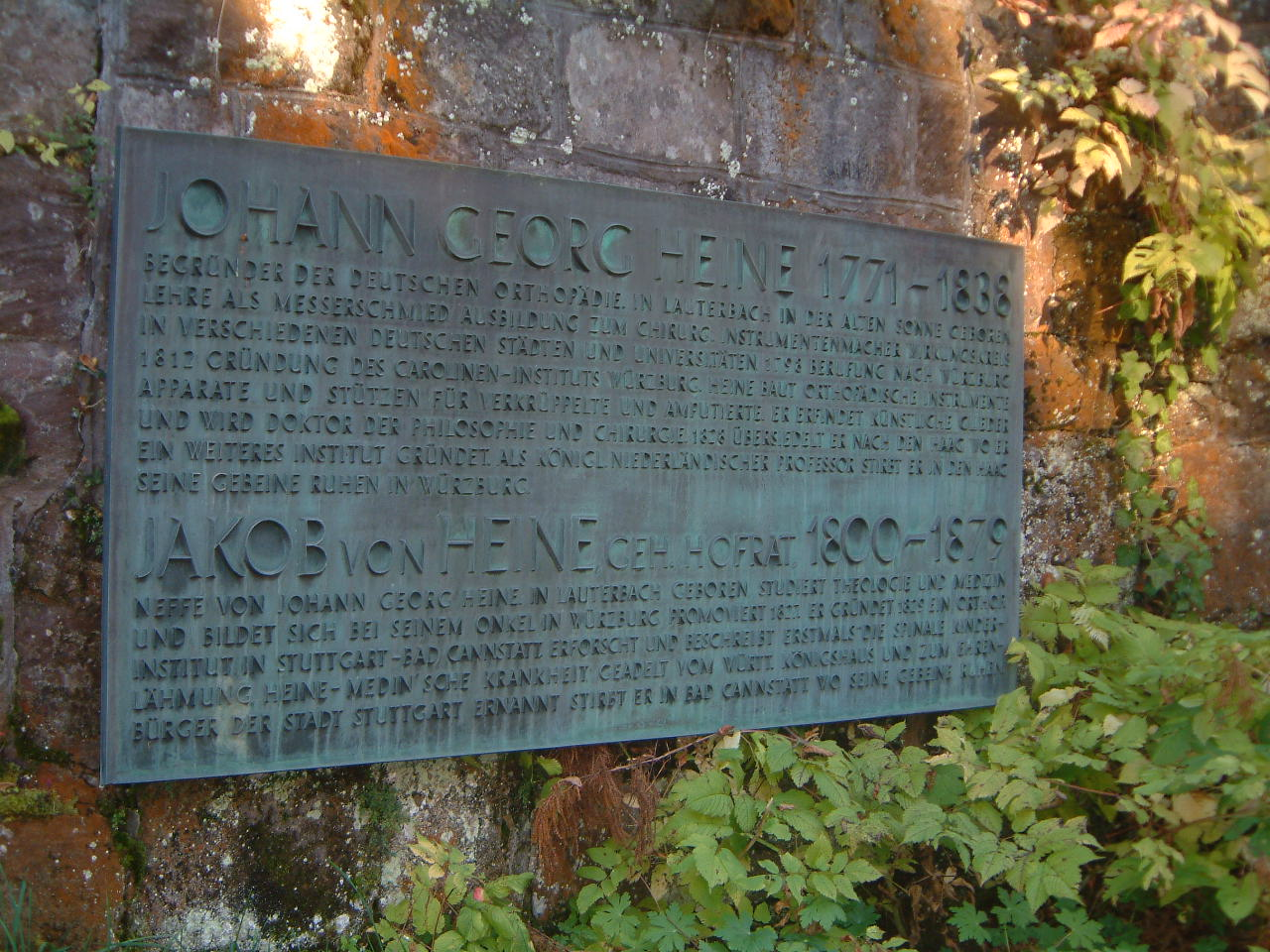
Gedenktafel für Johann Georg und Jakob Heine in Lauterbach

- 1854: Ritterkreuz des Ordens der Württembergischen Krone, Nobilitierung[4]
- 1958: Aufnahme in die  Polio Hall of Fame
- 1971: Gedenktafel in Lauterbach

- 1979: Gedenktafel am Gebäude Badstraße 15 in Stuttgart-Bad Cannstatt
- 1993: Jakob-Heine-Platz in Stuttgart-Bad Cannstatt